# エリアス・サンバー
エリアス・サンバー（アラビア語: إلياس صنبر、Elias Sanbar、1947年 - ）は、パレスチナの歴史学者、詩人、随筆家、映画作家である。フランス語で執筆活動を行っている。

## 人物・来歴
1947年（昭和22年）、英領パレスチナ（現在のイスラエル）ハイファに生まれる。生後15か月で、イスラエルが国家を宣言、一家はレバノンに移住した。
1969年（昭和44年）、フランスのパリに移住し、学業をつづけた。パリ第7大学で国際権についての教鞭をとる。レバノンでも教鞭をとり、つぎにアメリカ合衆国に渡り、プリンストン大学で教えた。
1981年（昭和55年）、パリで、パレスチナ研究所の広報誌『パレスチナ研究雑誌』（La Revue d'études palestiniennes）の創刊に参加した。現在、同誌の編集長である。
1988年（昭和63年）からはパレスチナ民族評議会メンバーであり、アメリカ・ワシントンでの二国間交渉に参加、1993年（平成5年） - 1996年（平成8年）、難民についての交渉において、パレスチナ代表団を統率した。
1998年（平成10年）、パレスチナの詩人、マフムード・ダルウィーシュについてのドキュメンタリー映画『マフムード・ダルウィーシュ』を監督した。ダルウィーシュは2008年（平成20年）8月9日に死去した。
2009年（平成21年）3月4日に業務を開始したパレスチナのためのラッセル法廷後援委員会のメンバーとなった。
2010年（平成22年）公開のジャン＝リュック・ゴダールの映画『ゴダール・ソシアリスム』に出演している。

## ビブリオグラフィ
- Palestine 1948, l'expulsion, Les Livres de la Revue d'études palestiniennes, 1984
- Les Palestiniens dans le siècle, coll. Découvertes Gallimard (nº 201), Gallimard, 1994
  - 『パレスチナ—動乱の100年』、福田ゆき・後藤 淳一・飯塚正人訳、創元社「知の再発見」双書 103、2002年 ISBN 4422211633
- Palestine, le pays à venir, L'Olivier, 1996
- Le Bien des absents, Actes Sud, 2001. Il a traduit l'œuvre de Mahmoud Darwich dont La Terre nous est étroite et autres poèmes (1966-1999), Gallimard, 2000
- Le Lit de l'étrangère, Actes Sud, 2000
- Palestiniens - La photographie d'une terre et de son peuple de 1839 à nos jours, Hazan, 2004
- Figures du Palestinien - Identité des origines, identité de devenir, Gallimard, 2004

## フィルモグラフィ
- 『1948 - 追放』 1948, l'expulsion : 1998年 - 出演
- 『マフムード・ダルウィーシュ』 Mahmoud Darwich : 1998年 - 監督
- 『虚偽の検死 - 交渉主義』 Autopsie d'un mensonge - Le négationnisme : 2001年 - 出演
- 『ゴダール・ソシアリスム』、監督ジャン＝リュック・ゴダール、2010年 - 出演

## 関連事項
- パレスチナのためのラッセル法廷 （fr:Tribunal Russell sur la Palestine）
- ラッセル法廷 （en:Russell Tribunal）

## 註
- Carlos Alvarado-Larroucau, Écritures Palestiniennes Francophones, Quête d'identité en espace néocolonial, Paris : L'Harmattan, 2009.

1. ↑  Revue et Institut
2. ↑  Internet Movie Databaseの「Elias Sanbar」の項、およびワイルド・バンチによる公式サイト「Socialisme」の記述を参照。2009年7月18日閲覧。